# Paulo Ferreira
Paulo Renato Rebocho Ferreira (* 18. ledna 1979 Cascais) je bývalý portugalský profesionální fotbalista, který hrával na pozici pravého obránce. Svoji hráčskou kariéru ukončil v roce 2013 v dresu londýnské Chelsea. Mezi lety 2002 a 2010 odehrál také 61 utkání v dresu portugalské reprezentace.

## Klubová kariéra
Ferreiru si přivedl do FC Porto José Mourinho z Vitoria de Setúbal. Vyhrál s FC Porto dvakrát ligový titul, Ligu mistrů UEFA, domácí pohár a Pohár UEFA (předchůdce Evropské ligy). Po přesunu Mourinha do Chelsea FC přestoupil Paulo Ferreira do Chelsea FC za 17,6 milionu £. V červnu 2013 mu vypršela smlouva s Chelsea a novou mu klub nenabídl.

## Styl hry
Byl známý pro svou všestrannost a schopnost hrát na pravé i levé straně obrany.